# Campeonato Paranaense de Futsal de 2011 - Segunda Divisão
O Campeonato Paranaense de Futsal de 2011 - Segunda Divisão, cujo nome usual é Chave Prata, será a 17ª edição da segunda mais importante competição da modalidade no estado, sua organização é de competência da Federação Paranaense de Futsal. 
A edição 2011, foi decidida entre o Pato Futsal e a equipe do Keima Futsal, sendo que o título ficou para o clube patobranquense, ambos ascenderam a divisão de elite do salonismo paranaense, assim como o Toledo Futsal, que foi convidado.

## Participantes em2011
| Clube                    | Cidade           | Ginásio                                 |
| ------------------------ | ---------------- | --------------------------------------- |
| Clube Atletico Cantagalo | Cantagalo        | Yoshihiro Nonomura                      |
| AEC Clevelândia          | Clevelândia      | Ginásio Antônio Mariano Zardo           |
| Cambé Futsal             | Cambé            | Manoel Bento Ozório Teixeira            |
| CER Aquarius             | Telêmaco Borba   | Ginásio Municipal Irineu Luiz Friedrich |
| Keima Futsal             | Ponta Grossa     | Ginásio Oscar Pereira                   |
| Pato Futsal              | Pato Branco      | Ginásio de esportes Dolivar Lavarda     |
| São João do Ivaí         | São João do Ivaí | Ginásio de Esportes Orlando Queiroz     |
| SMEL Araucária Futsal    | Araucária        | Douglas Pereira                         |
| Toledo Futsal            | Toledo           | Ginásio Alcides Pan                     |
| Unipa Futsal             | Foz do Iguaçu    | Ginásio Camilo Machado de Miranda       |
| Pitanga Futsal           | Pitanga          | Ginásio Lôlo Cleve Filho                |

## Primeira Fase
| Pos | Times            | Pts | J  | V  | E | D  | GP | GC | SG  | GA   | Classificação                     |
| --- | ---------------- | --- | -- | -- | - | -- | -- | -- | --- | ---- | --------------------------------- |
| 1   | Pato Futsal      | 42  | 20 | 13 | 3 | 4  | 68 | 45 | 23  | 1,51 | Classificados para a Segunda Fase |
| 2   | Keima Futsal     | 41  | 20 | 12 | 5 | 3  | 69 | 36 | 33  | 1,37 | Classificados para a Segunda Fase |
| 3   | Araucária        | 37  | 20 | 10 | 7 | 3  | 42 | 74 | 57  | 1,76 | Classificados para a Segunda Fase |
| 4   | Toledo Futsal    | 34  | 20 | 10 | 4 | 6  | 59 | 43 | 16  | 1,37 | Classificados para a Segunda Fase |
| 5   | AEC Clevelândia  | 34  | 20 | 10 | 4 | 6  | 71 | 61 | 10  | 1,16 | Classificados para a Segunda Fase |
| 6   | Unipa Futsal     | 30  | 20 | 9  | 3 | 8  | 57 | 46 | 11  | 1,23 | Classificados para a Segunda Fase |
| 7   | São João do Ivaí | 27  | 20 | 9  | 0 | 11 | 49 | 71 | -22 | 0,69 | Classificados para a Segunda Fase |
| 8   | Cantagalo        | 24  | 20 | 6  | 6 | 8  | 57 | 67 | -10 | 0,85 | Classificados para a Segunda Fase |
| 9   | Pitanga Futsal   | 21  | 20 | 6  | 3 | 11 | 59 | 86 | -27 | 0,68 | Eliminados                        |
| 10  | Cambé Futsal     | 12  | 20 | 4  | 0 | 16 | 53 | 70 | -17 | 0,75 | Eliminados                        |
| 11  | Aquarius Futsal  | 9   | 20 | 2  | 3 | 15 | 52 | 92 | -40 | 0,56 | Eliminados                        |

### Confrontos
Para ler a tabela, a linha horizontal representa os jogos da equipe como mandante. A coluna vertical indica os jogos da equipe como visitante.
Tabela da Federação Paranaense de Futsal 
|                  | AEC | ARA | CAM  | CAN | AQU | KEI | PAT | PIT | SJI | TOL | UNI |
| ---------------- | --- | --- | ---- | --- | --- | --- | --- | --- | --- | --- | --- |
| AEC Clevelândia  | —   | 8–8 | 7–3  | 6–3 | 4-2 | 2–5 | 2–4 | 5-2 | 8-1 | 4-1 | 2-2 |
| Araucária        | 4-4 | —   | 3-2  | 5-2 | 7–1 | 5-2 | 4-3 | 5-2 | 3-1 | 2-2 | 3-2 |
| Cambé            | 1-2 | 4-5 | —    | 2-0 | 3-4 | 1–2 | 3-4 | 6-1 | 2-4 | 2-4 | 4-3 |
| Cantagalo        | 2–1 | 4-4 | 5-2  | —   | 4-4 | 3-4 | 1-4 | 3-4 | 3-2 | 3-3 | 5-3 |
| Aquarius         | 3-7 | 3-4 | 4-2  | 2-5 | —   | 2-3 | 1-5 | 4-4 | 1-4 | 0-3 | 2-2 |
| Keima            | 5-0 | 1-1 | 7-1  | 3-3 | 7-1 | —   | 1-1 | 5-1 | 3-0 | 1–1 | 7-2 |
| Pato Futsal      | 1–2 | 2–2 | 6-2  | 1-1 | 6-5 | 2-1 | —   | 9-2 | 3-1 | 2-1 | 3-1 |
| Pitanga          | 5-5 | 2-2 | 3-2  | 3-1 | 3-2 | 0-4 | 3-5 | —   | 3-5 | 2–2 | 1-2 |
| São João Do Ivaí | 3-2 | 4-3 | 2-10 | 2-6 | 5-4 | 2-3 | 3-5 | 8-4 | —   | 3-0 | 0-3 |
| Toledo           | 6-1 | 4-2 | 5-0  | 6-1 | 5-1 | 4-4 | 5-2 | 5-6 | 4-0 | —   | 0-4 |
| Unipa Futsal     | 0-1 | 3–0 | 3–1  | 2-2 | 9-5 | 4-2 | 4-0 | 5-4 | 1–3 | 4-2 | —   |

| Vitória do mandante; Vitória do visitante; Empate. |

## Segunda Fase
Atualizado em 23 de novembro.
[1]

### Grupo A
| Pos | Times            | Pts | J | V | E | D | GP | GC | SG | GA   | Classificação               |
| --- | ---------------- | --- | - | - | - | - | -- | -- | -- | ---- | --------------------------- |
| 1   | Pato Futsal      | 15  | 6 | 5 | 0 | 1 | 18 | 7  | 11 | 2,57 | Classificados aos Play-Offs |
| 2   | Unipa Futsal     | 12  | 6 | 4 | 0 | 2 | 13 | 17 | -4 | 0,76 | Classificados aos Play-Offs |
| 3   | Araucária Futsal | 6   | 6 | 2 | 0 | 4 | 18 | 25 | -7 | 0,72 | Eliminado                   |
| 3   | Cantagalo Futsal | 3   | 6 | 1 | 0 | 5 | 18 | 25 | -7 | 0,72 | Eliminado                   |

#### Confrontos
Para ler a tabela, a linha horizontal representa os jogos da equipe como mandante. A coluna vertical indica os jogos da equipe como visitante.
|             | ARA | CAN | PAT | UNI |
| ----------- | --- | --- | --- | --- |
| Araucária   | —   | 6-4 | 0-2 | 3-1 |
| Cantagalo   | 7-4 | —   | 2-3 | 3-5 |
| Pato Branco | 3–0 | 4-2 | —   | 5-2 |
| Unipa       | 6–0 | 6-5 | 3-2 | —   |

| Vitória do mandante; Vitória do visitante; Empate. |

### Grupo B
| Pos | Times            | Pts | J | V | E | D | GP | GC | SG | GA   | Classificação               |
| --- | ---------------- | --- | - | - | - | - | -- | -- | -- | ---- | --------------------------- |
| 1   | Keima Futsal     | 14  | 6 | 4 | 2 | 0 | 23 | 16 | 7  | 1,44 | Classificados aos Play-Offs |
| 2   | Toledo Futsal    | 13  | 6 | 4 | 1 | 1 | 12 | 12 | 0  | 1,00 | Classificados aos Play-Offs |
| 3   | AEC Clevelândia  | 4   | 6 | 1 | 1 | 3 | 19 | 20 | -1 | 0,95 | Eliminados                  |
| 4   | São João do Ivaí | 0   | 6 | 0 | 0 | 5 | 13 | 19 | -6 | 0,68 | Eliminados                  |

#### Confrontos
Para ler a tabela, a linha horizontal representa os jogos da equipe como mandante. A coluna vertical indica os jogos da equipe como visitante.
|                  | AEC | KEI | TOL | SJI |
| ---------------- | --- | --- | --- | --- |
| Clevelândia      | —   | 3–3 | 1–2 | 8–3 |
| Keima            | 3-0 | —   | 5–3 | 8–1 |
| Toledo           | 6–3 | 5–5 | —   | 4-1 |
| São João do Ivaí | x   | 1–6 | 0–3 | —   |

| Vitória do mandante; Vitória do visitante; Empate. | x= As equipes de São João do Ivaí e Clevelândia já eliminadas, entraram em comum acordo para o jogo não acontecer. |

## Play-Offs
Em itálico, os times que possuem o mando de campo no primeiro jogo do confronto e em negrito os times classificados.
|  | Semifinais                      | Semifinais   | Semifinais | Semifinais |  |  | final                          | final | final | final |
|  |                                 |              |            |            |  |  |                                |       |       |       |
|  | 20 de novembro e 29 de novembro |              |            |            |  |  |                                |       |       |       |
|  | Pato Futsal                     | 1            | 4          | 3          |  |  |                                |       |       |       |
|  | Toledo Futsal                   | 1            | 4          | 0          |  |  |                                |       |       |       |
|  |                                 |              |            |            |  |  |                                |       |       |       |
|  |                                 |              |            |            |  |  | 6 de dezembro e 13 de dezembro |       |       |       |
|  |                                 |              |            |            |  |  | Pato Futsal                    | 3     | 5     |       |
|  |                                 | Keima Futsal | 3          | 2          |  |  |                                |       |       |       |
|  |                                 |              |            |            |  |  |                                |       |       |       |
|  | 22 de novembro e 29 de novembro |              |            |            |  |  |                                |       |       |       |
|  | Keima Futsal                    | 1            | 5          |            |  |  |                                |       |       |       |
|  | Unipa Futsal                    | 1            | 0          |            |  |  |                                |       |       |       |

## Premiação
| Chave Prata 2011                |
| Pato Branco                     |
| ------------------------------- |
| Pato Futsal Campeão (2º título) |